# David Collier (politologue)
Pour les articles homonymes, voir David Collier.
David Collier (né le 17 février 1942 à Chicago en Illinois) est un politologue américain. Il est Chancellor's Professor Emeritus à l'université de Californie à Berkeley. Il est spécialisé en politique comparée, en politique d'Amérique latine et en méthodologie. Il est auteur et éditeur de documents tels Rethinking Social Inquiry: Diverse Tools, Shared Standards, Statistical Models and Causal Inference: A Dialogue with the Social Sciences et The Oxford Handbook of Political Methodology. Collier travaille sur les difficultés d'intégrations entre les analyses qualitatives et quantitatives et sur l'utilisation d'une méthodologie mixte dans le but d'améliorer les procédés de conceptualisation, de mesure et d'inférence causale.

## Carrière
Collier a obtenu sa license à l'université Harvard puis sa maîtrise et son doctorat à l'université de Chicago.
Comme professeur à l'Université de Californie à Berkeley, Collier est président du département de sciences politiques et du Center for Latin American Studies. Il est l'un des fondateurs et directeur du Berkeley-Stanford Program in Latin American Studies. Il a été président de la section de politique comparée puis vice-président de l' American Political Science Association. Il a également été le premier président de la section d'étude qualitative et multi-méthode de l'organisation. Dans la même lignée, il a été impliqué dans la fondation de l'Institute for Qualitative and Multi-Method Research qui se tient de façon annuelle à l'université de Syracuse. À Berkeley, il a remporté de le prix Distinguished Faculty Mentor Award.
Collier est un boursier Guggenheim et un membre du Center for Advanced Study in the Behavioral Sciences. Il est un membre de l'Académie américaine des arts et des sciences et de l'Association américaine pour l'avancement des sciences. En 2014, il remporte le prix Johan Skytte.

## Apports

### Politique comparée et politique d'Amérique latine
Les premiers travaux de Collier concernent des recherches quantitatives transnationales sur les régimes politiques, le corporatisme et les politiques sociales. Dans The New Authoritarism in Latin America, où il est éditeur, Collier se joint à Guillermo O'Donnell, Albert O. Hirschman et Fernando Henrique Cardoso pour étudier la montée de l'autoritarisme en Amérique latine dans les années 1960 et 1970 où ils testent la validité de la théorie de la modernisation dans cette région. Dans l'ouvrage, il est conclu que la théorie n'est pas cohérente avec les cas abordés parce que les États les plus industriels ne sont pas les plus démocratiques.
Dans Shaping the Political Arena: Critical Junctures, the Labor Movement, and Regime Dynamics in Latin America, Collier et Ruth Berins Collier présentent un modèle de liens entre la dépendance au sentier et les périodes de changements substantiels dans un État. L'ouvrage présente également le lien entre l'incorporation des masses ouvrières dans les institutions politiques en Amérique latine et l'évolution des partis et régimes politiques. Les conclusions sont que les systèmes les plus inclusifs de la classe ouvrière sont également les plus stables.

### Méthodologie
Collier est également reconnu pour son travail pour l'implantation d'une méthode plus scientifique en recherche qualitative. Il a également œuvré au développement d'un modèle mixte quantitatif-qualitatif. Dans Democracy with Adjectives, coécrit avec Steven Levitsky, il explore les façons dont ses méthodologies peuvent aider à classifier des concepts dont les définitions sont débattues.
Collier a aussi travaillé sur la typologie de concepts clés dans le but d'aider à la théorisation. Il argumente l'importance d'une typologie claire par la variation dans les résultats de concepts débattus. Donc, une typologie constante favoriserait l'utilisation systématique d'indicateur, ce qui amènerait une constance dans les résultats obtenus.
Collier est principalement connu pour son travail sur l'inférence causale. Pour arriver à ce résultat, Collier propose l'utilisation de traçage de procédé pour les études qualitatives. Dans Rethinking Social Inquiry: Diverse Tools, Shared Standards, qu'il a écrit avec Henry E. Brady, il argumente que ce procédé est aussi ou plus efficace que les analyses statistiques pour déterminer la causalité. Il a également encouragé l'utilisation de méthodes de recherches mixtes dans The Oxford Handbook of Political Methodology.

## Publications

### Livres
- (en) David Collier, Squatters and Oligarchs: Authoritarian Rule and Policy Change in Peru, Johns Hopkins University Press, 1976.
- (en) David Collier, Barriadas y elites, 1978.
- David Collier, The New Authoritarianism in Latin America, Princeton, Princeton University Press, 1979.
- (en) Ruth Berins Collier et David Collier, Shaping the Political Arena: Critical Junctures, the Labor Movement, and the Regime Dynamics in Latin America, Princeton, Princeton University Press, 1991.
- (en) David Collier, Janet Box-Steffensmeier et Henry E. Brady, The Oxford Handbook of Political Methodology, Oxford University Press, 2008.
- (en) David Collier et John Gerring, Concepts and Method in Social Science: The Tradition of Giovanni Sartori, Routledge, 2009.
- (en) David A. Freedman, David Collier, Jasjeet S. Sekhon et Philip B. Stark, Statistical Models and Causal Inference: A Dialogue with the Social Sciences, Cambridge University Press, 2009.
- (en) David Collier et Henry E. Brady, Rethinking Social Inquiry: Diverse Tools, Shared Standards, Rowman & Littlefield, 2010.